# بانس مسطح
البانس المسطح (الاسم العلمي:Panus applanatus) هو نوع من الفطريات يتبع جنس البانس من الفصيلة البانسية.